# Gueorgui Vins
Gueorgui Petróvich Vins (en ruso: Георгий Петрович Винс, Blagovéshchensk, Unión Soviética, 4 de agosto de 1928-Elkhart, Estados Unidos, 11 de enero de 1998) fue un pastor bautista y poeta ruso. También fue un activista conocido por su resistencia frente a la persecución religiosa bajo el Gobierno soviético. Nacido en una familia de cristianos evangélicos, Vins se destacó como una figura clave en la lucha por la libertad religiosa, la autodeterminación de las iglesias y los derechos humanos en un contexto de represión ideológica y política. Su vida estuvo marcada por varios arrestos, largas sentencias de trabajos forzados y un exilio, pero también por un firme compromiso con su fe cristiana y un activismo incansable en favor de la libertad de culto y la justicia social.

## Biografía

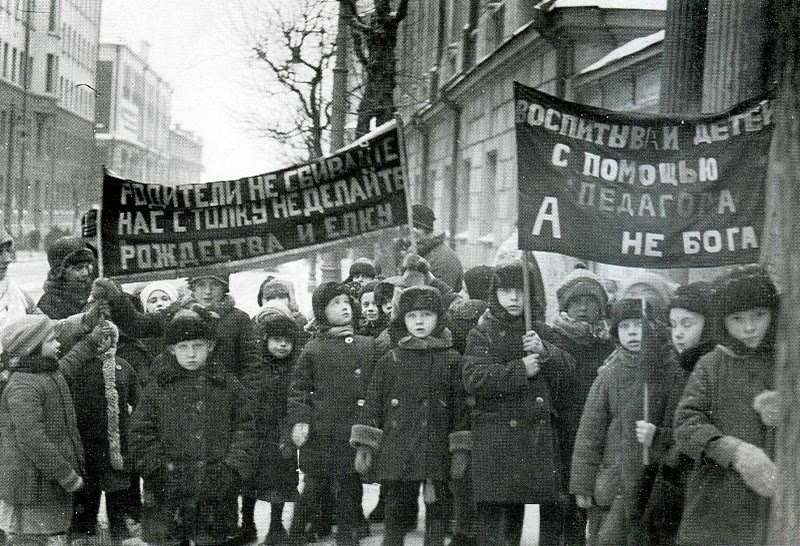
Niños de Moscú en 1929 en una manifestación antirreligiosa. El cartel de la izquierda dice: «Padres, no nos confundan, no celebren la Navidad ni decoren el árbol». El cartel de la derecha dice: «Educa a los niños con la ayuda del pedagogo, no de Dios».

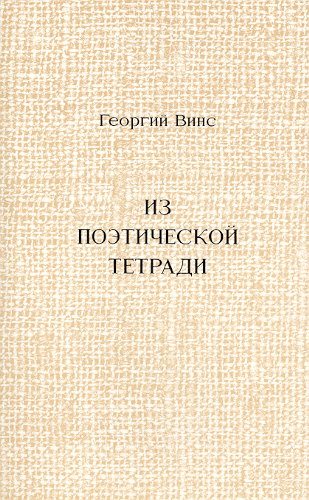
Portada de De un cuaderno poético de 1998, poemario de Vins

### Primeros años y formación religiosa
Vins nació en el extremo oriental de Rusia soviética, en una familia cristiana evangélica de origen rusoestadounidense. Su padre, Piotr Vins, era un misionero bautista de origen estadounidense que fue arrestado repetidamente por sus actividades religiosas y finalmente ejecutado en 1937, en el contexto de las purgas de Stalin. Tras la muerte de su padre, Vins se trasladó con su madre a Kiev (Ucrania soviética), donde completó sus estudios y se graduó como ingeniero eléctrico en el Instituto Politécnico de Kiev. En 1945, a los 17 años, Vins fue bautizado y comenzó a involucrarse activamente en la predicación, lo que lo llevó a participar en las iglesias bautistas locales, a pesar de la represión sufrida por las comunidades cristianas en la Unión Soviética (URSS).

### Activismo religioso y represión
A principios de la década de 1960, Vins se unió a un grupo de cristianos bautistas que se oponía al control del Estado sobre la Iglesia bautista soviética, una institución que muchos consideraban una extensión del aparato gubernamental. Este movimiento fue conocido como el Movimiento de iniciativa y culminó con la creación de una Iglesia evangélica bautista independiente, en la que Vins desempeñó un papel como secretario del consejo autónomo. En 1961, fundó el Sindicato Internacional de Iglesias Evangélicas Cristianas Bautistas, buscando así organizar y dar visibilidad a las comunidades cristianas no registradas en la URSS.
Su activismo lo llevó a ser arrestado en 1966, cuando fue acusado de «propaganda religiosa ilegal» y condenado a tres años de trabajos forzados. Durante su encarcelamiento, Vins continuó predicando en prisión, lo que lo convirtió en un símbolo de la lucha por la libertad religiosa. Posteriormente, en 1974, fue arrestado nuevamente y condenado a diez años de trabajos forzados en los duros campos de Yakutia, famosos por sus condiciones extremas. Durante su estancia en prisión, Vins sufrió torturas físicas y psicológicas, pero se mantuvo firme en su fe, convirtiéndose en un símbolo internacional de la resistencia religiosa.

### Prisión, sufrimiento y liberación
El caso de Vins atrajo la atención internacional y fue uno de los más destacados dentro de la lucha por los derechos humanos y la libertad religiosa en la Unión Soviética. Activistas como Andréi Sájarov y el presidente estadounidense Jimmy Carter intervinieron en su favor, lo que, en 1979, condujo a su liberación como parte de un intercambio de prisioneros entre la URSS y Estados Unidos. Sin embargo, a pesar de su liberación, Vins fue despojado de su ciudadanía soviética y deportado a los Estados Unidos, donde continuó su activismo en favor de la libertad religiosa y los derechos humanos. Fue recibido como una figura destacada por diversas organizaciones internacionales y continuó defendiendo la causa de los cristianos perseguidos en la URSS.

### Exilio y últimos años
Después de su liberación, Vins fundó la organización Ministerios Rusos del Evangelio en los Estados Unidos, promoviendo la distribución de literatura cristiana en la URSS y luchando por los derechos de los cristianos perseguidos en su país natal. A pesar de estar lejos de su tierra natal, Vins mantuvo contacto constante con los cristianos de la URSS y su activismo fue fundamental para visibilizar la opresión religiosa en la región. Tras la disolución de la Unión Soviética, Vins regresó a Rusia, donde siguió predicando. Murió en 1998 debido a un tumor cerebral.

## Premios y reconocimientos
Durante su vida, Vins recibió varios premios y reconocimientos, entre ellos el de diversos grupos de derechos humanos que destacaron su labor en defensa de la libertad religiosa. Su activismo fue clave para dar visibilidad a la persecución religiosa bajo el Gobierno soviético, y su figura sigue siendo reconocida como un símbolo de lucha por la justicia y la libertad en tiempos de represión.

## Obras
A lo largo de su vida, Gueorgui Vins también fue un escritor prolífico. Sus escritos, aunque no publicados de manera formal, fueron ampliamente difundidos en círculos religiosos y políticos. En sus textos abordó tanto cuestiones teológicas como las dificultades y persecuciones que él y otros cristianos sufrían bajo el régimen soviético. Sus reflexiones y su testimonio continúan siendo un legado importante para quienes defienden la libertad religiosa y los derechos humanos en contextos de opresión política y religiosa.